# Ivan Zelko
Ivan Zelko (* 14. Mai 1912 in Cserfőld; † 13. August 1986 in Špitalič, Jugoslawien, heute Slowenien) war ein jugoslawischer Kirchenhistoriker, Schriftsteller und römisch-katholischer Priester.

## Leben und Wirken
Ivan Zelko wurde in der etwa 1100 Einwohner zählenden Ortschaft Cserfőld (heute Črenšovci in Slowenien), im Unterlimbacher Stuhlbezirk der Zalaer Gespanschaft des Königreiches Ungarn geboren. Die Eltern, Marko Zelko und seine Gattin Katharina, geborene Kolenko, betrieben eine kleine Landwirtschaft.
Zelko besuchte zunächst die Volksschule in Črenšovci und anschließend von 1923 bis 1930 das Gymnasium in Murska Sobota. Die Abschlussklasse absolvierte er in Ljubljana und legte dort im Jahre 1931 auch das Abitur ab. Danach studierte er Theologie am Priesterseminar in Maribor und wurde 1935 zum katholischen Priester geweiht. Im Jahre 1936 schloss Zelko sein Theologiestudium ab und wurde anschließend in der überwiegend ungarischsprachigen Pfarrgemeinde Dobrovnik (ungarisch: Dobronak) als Kaplan und Seelsorger tätig. Im Jahre 1938 wurde er nach Spodnji Jakobski Dol in den Windischen Büheln versetzt und kurz darauf nach Sveti Martin pri Vurberg (heute Dvorjane) berufen.
Nach der Okkupation der Untersteiermark durch das Deutsche Reich musste Zelko 1941 in das an Ungarn gefallene Übermurgebiet zurückgehen. Dort erhielt er zunächst vom 29. November 1941 bis zum 24. April 1942 eine Kaplanstelle in der Pfarre Gornja Lendava. Alsdann wurde er, wie fast alle der jüngeren slowenischen Priester, an eine Pfarre ins Landesinnere Ungarns versetzt. Vorerst versah er die Seelsorge in Alsóság bei Celldömölk, dann wurde ihm die Pfarre in Salköveskút bei Szombathely zugewiesen. Im Jahre 1943 konnte er wieder in die Prekmurje heimkehren und bis zum Kriegsende 1945 in Cankova (damals Vashidegkút) den Seelsorgedienst verrichten.
Nach Kriegsende versah Zelko als Priester und Pfarrverweser zunächst die Pfarre St. Peter in Gornja Radgona und ab August 1946 die Pfarre Maria Heimsuchung in Špitalič bei Slovenske Konjice. Im Jahre 1959 wurde er zum Pfarrer dieses Kirchensprengels ernannt und betreute ihn bis zu seinem Tode im Jahre 1986. Ivan Zelko ruht auf dem Friedhof seines Geburtsortes Črenšovci.

## Historiker und Wissenschaftler
Ivan Zelko befasste sich schon während seines Theologiestudiums intensiv mit der Territorial- und Kirchengeschichte seiner Heimat. Als Ergebnis dieser Forschungen erschienen in den Jahren 1936 und 1937 in Maribor, seine ersten beiden wissenschaftlichen Veröffentlichungen in der ČZN. Diese zeigten schon die Hauptrichtungen seiner Interessen: die Grundherrschaften mit ihrer Organisation und Verwaltung und die historische Geographie im „Land zwischen Mur und Raab“ sowie die Kirchengeschichte unter besonderer Berücksichtigung der Reformationszeit dieser Region.
Im Jahre 1935 gehörte er zu den Gründungsvätern des Museumsvereins für Prekmurje und wirkte im Vorstand und als Bibliothekar des Vereines bis zu dessen Auflösung 1941. In den Jahren von 1968 bis 1974 unterrichtete Zelko als Dozent für Kirchengeschichte an der Theologischen Hochschule in Maribor. Außerdem war er langjähriger Mitarbeiter am Historischen Institut Milko Kos an der SAZU in Ljubljana. Im Jahre 1975 erwarb er sich an der Theologischen Fakultät der Universität Ljubljana mit einer Dissertation aus der Kirchengeschichte den Doktorgrad.

## Schriften (Auswahl)
- Kartuzija Žiče. In: Kartuzijani na Slovenskem. ZKD, Ljubljana 1960
- Stenski tabernaklji v prekmurskih cerkvah. In: ČZN 1969. Maribor 1969
- Gospodarska in družbena struktura turniške pražupnije po letu 1381. SAZU, Ljubljana 1972
- Gradivo za zgodovino reformacije v Prekmurju. In: ČZN 1973. Maribor 1973
- Domanjševci. (gemeinsam mit Marijan Zadnikar), Pomurska založba, Murska Sobota 1974
- Redovniki v Selu in Murski Soboti. In: Stopinje 1977. Murska Sobota 1977
- Špitalič. Zgodovina župnije Špitalič pri Konjicah. Župnijski urad, Špitalič 1978
- Turniška pražupnija. In: Stopinje 1979. Murska Sobota 1979
- Starejša zgodovina markovske župnije. In: Stopinje 1981. Murska Sobota 1981
- Zgodovina. Lendava z okolico. Obdobje od 8. do 20. stoletja. In: Zbornik občine Lendava. Lendava 1981
- Historična topografija Slovenije I., Prekmurje do leta 1500. Pomurska založba, Murska Sobota 1982
- Frančiškani v Murski Soboti. In: Acta ecclesiastica Sloveniae 5. Ljubljana 1983
- Gradivo za prekmursko zgodovino. In: Acta ecclesiastica Sloveniae 5. Ljubljana 1983
- Župnija Dobrovnik. In: Stopinje 1983. Murska Sobota 1983
- Zgodovina župnije Dolenci. In: Stopinje 1984. Murska Sobota, 1984
- Žička kartuzija. Selbstverlag, Ljubljana 1984
- Prekmurska ledinska imena – in primerjava s panonskoslovenskimi imeni. In: Slavistična revija 33. Maribor 1985
- Turški napadi in ropanja v gornjem Prekmurju. In: Stopinje 1986. Murska Sobota 1986
- Zgodovina župnije Pečarovci. In: Stopinje 1986. Murska Sobota 1986
- Cerkvenoupravni položaj Slovenske krajine od 798 do 1958. In: Zbornik soboškega muzeja 3.. Pokrajinski muzej, Murska Sobota 1994
- Zgodovina Prekmurja. Pomurska založba, Murska Sobota 1996, ISBN 86-7195-203-7